# Carlo Brioschi
Carlo Brioschi (Milano, 15 agosto 1781 – Napoli, 29 gennaio 1833) è stato un astronomo e geodeta italiano. Fu titolare della cattedra di astronomia nella R. Università degli Studi di Napoli e fu direttore della R. Specola di Napoli.

## Biografia
Carlo Brioschi nacque da Giuseppe, ingegnere civile, e da Faustina de Dominici.
Allievo del matematico Vincenzo Brunacci, rettore della I. R. Università di Pavia, conseguì nel 1803 il grado accademico di ingegnere architetto ma non esercitò questa professione. Appassionato di astronomia, iniziò a frequentare l'Osservatorio astronomico di Brera che, annesso allora all'Università di Pavia, era diretto dal barnabita Barnaba Oriani.
Dopo due anni di praticantato, Brioschi fu ammesso come allievo aggiunto all'Osservatorio dando avvio alla sua attività scientifica che si sarebbe concretata, in quegli anni, in osservazioni astronomiche e calcoli per le effemeridi e in misurazioni geodetico-topografiche a fini cartografici.

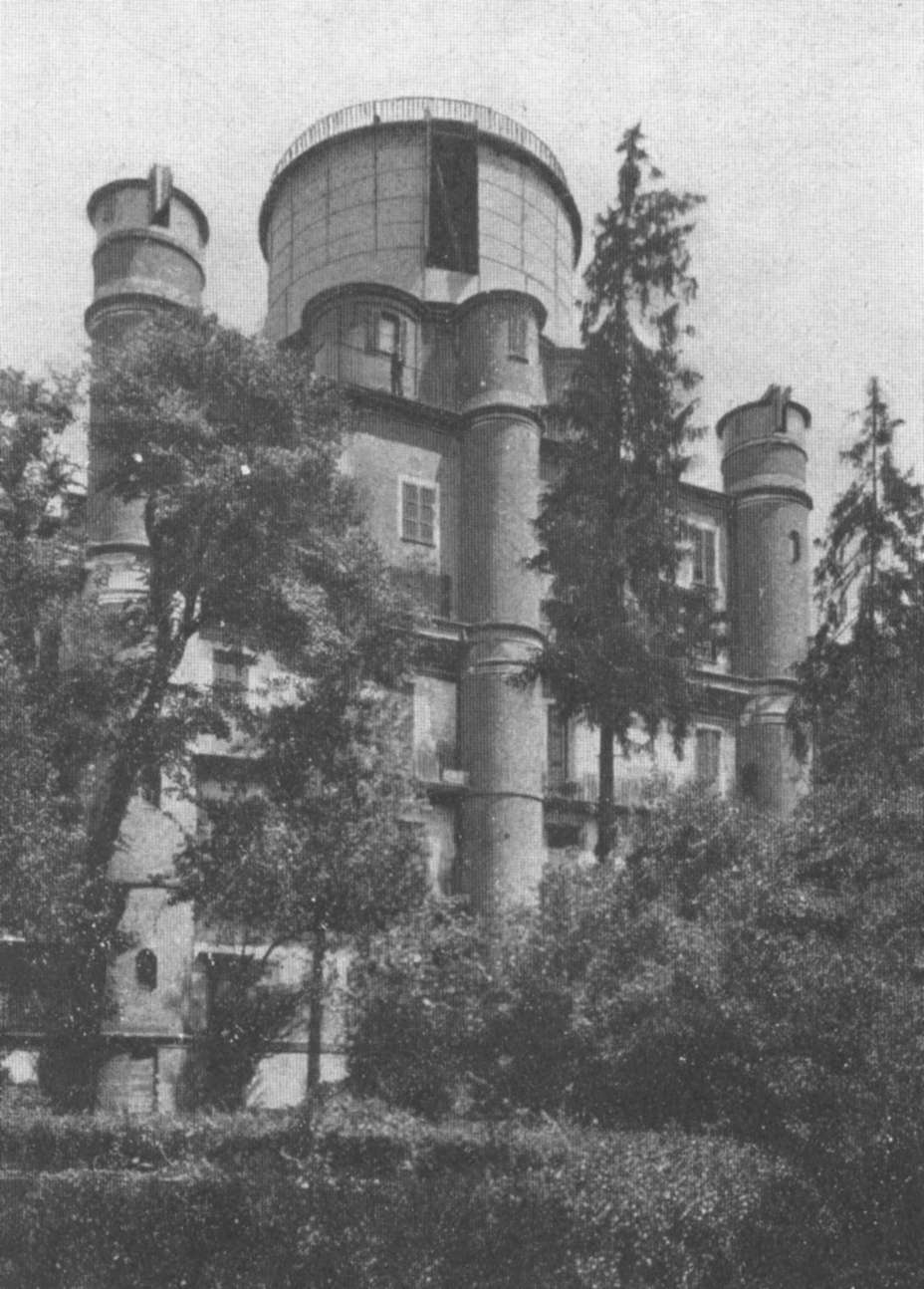
Osservatorio astronomico di Brera a Milano.

Nel 1813, Brioschi lasciò l'Osservatorio di Brera per entrare al Deposito della Guerra di Milano, con il grado di sottotenente ingegnere geografo. Fu convinto dall'allora direttore, il maggiore (poi colonnello e successivamente generale) Antonio Campana, che gli sarebbe stata affidata la direzione della futura specola, ancora da costruire, e l'addestramento tecnico degli ufficiali che dal Collegio militare di Modena fossero stati ammessi, come alunni, al Deposito.
Sfumato però il progetto di costruzione della specola e, soprattutto, passato il Deposito della Guerra di Milano sotto il controllo diretto dello Stato maggiore austriaco, Brioschi chiese ed ottenne, dal Governatore generale, il feldmaresciallo Heinrich Johann Bellegarde, di essere congedato dall'esercito e di passare nei ruoli del personale civile. Il 29 dicembre del 1814 fu nominato geografo e direttore degli archivi del Deposito che intanto, con la nascita del Regno Lombardo-Veneto, era diventato nel 1816, l'Istituto Geografico Militare dell'I. R. Stato Maggiore austriaco (o R. Cesareo Istituto Geografico) sempre sotto la direzione di Campana.
Per circa tre anni Brioschi tenne questo incarico ma, a tal punto per lui insoddisfacente, che nel 1815 chiese l'assegnazione della cattedra di Elementi di matematica nella R. Università di Pavia e, nel 1818, il reintegro nell'Osservatorio di Brera come astronomo soprannumerario. Entrambe le richieste gli furono rigettate per cui, sempre nel 1818, fece domanda per subentrare al defunto astronomo imperiale, il gesuita Franz de Paula Triesnecker, nella direzione dell'Observatorium Caesareo-Regium Viennense e nell'insegnamento dell'astronomia nell'I.R. Università di Vienna.
Intanto a Napoli procedevano i lavori di costruzione della nuova Specola sulla collina di Capodimonte in sostituzione dell'inadeguato Osservatorio di San Gaudioso, che era diretto allora da Federigo Zuccari. E proprio Zuccari era destinato alla direzione del nuovo osservatorio anche se Giuseppe Piazzi, che ne sovrintendeva dal 1817 i lavori di costruzione, rivendicava per sé l'onere della scelta e, fin da quando era stato chiamato a Napoli, corrispondeva con Oriani per ragionare su chi potesse essere il candidato migliore.
Il 15 dicembre 1817, a soli trentaquattro anni, Zuccari moriva di tubercolosi lasciando vacante sia la cattedra di astronomia all'Università, sia l'incarico di direttore della nuova Specola e, soprattutto, lasciando campo libero a Piazzi di scegliersi «la persona che dovesse essere l'anima del futuro Osservatorio».
L'insegnamento all'Università venne affidato ad interim a Gabriele Fergola, già professore aggiunto alla cattedra di astronomia di Zuccari, mentre per il ruolo di direttore, Piazzi d'accordo con Oriani propose al Re Ferdinando I delle Due Sicilie di assegnare l'incarico a Brioschi che così, il 18 novembre 1818, divenne il primo direttore della nuova Specola napoletana.

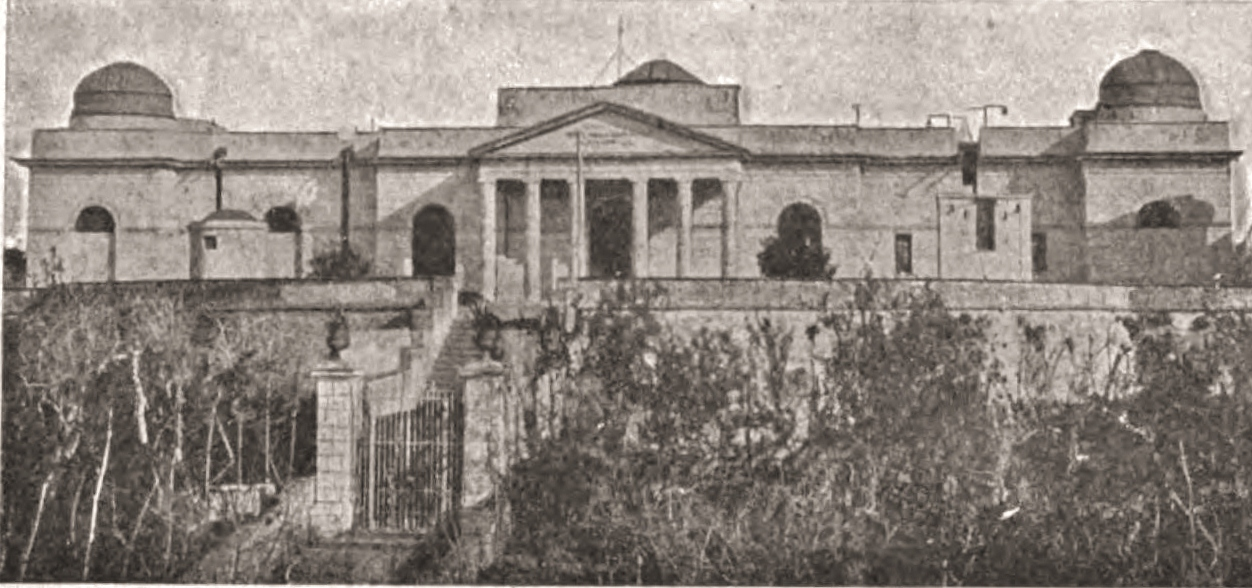
R. Specola di Capodimonte. Veduta della facciata neoclassica, con al centro il pronao dorico esastilo e, alle estremità laterali, le due torrette nelle quali furono installati, da Brioschi, i due circoli ripetitori di Reichenbach (immagine tratta da: Naccari, 1911).

Brioschi arrivò a Napoli a fine giugno 1819 e coadiuvò Piazzi nella definitiva sistemazione degli strumenti. Dal primo gennaio dell'anno successivo diede ufficialmente inizio alle osservazioni astronomiche e poi anche a quelle meteorologiche che portò avanti sistematicamente per i due anni successivi e poi con sempre minore regolarità per il manifestarsi di una grave malattia che lo avrebbe portato, il 30 settembre del 1832, ad interrompere ogni sua attività all'Osservatorio.
Nell'ottobre del 1832 chiese al Ministro dell'interno Nicola Santangelo, da cui dipendeva l'Osservatorio, un congedo per tornare a Milano «nella speranza che l'aria nativa potesse giovar[gli], più che non han fatto le medicine». Tornato a Napoli morì nel gennaio dell'anno successivo.
Fu socio corrispondente della Royal Astronomical Society di Londra e socio corrispondente straniero, e poi dal 1820 ordinario residente, dell'Accademia Reale delle Scienze della Società Reale di Napoli.

## Attività scientifica
L'attività scientifica di Brioschi iniziò con la sua ammissione all'Osservatorio astronomico di Brera e si concluse, con la sua ultima osservazione astronomica documentata alla Specola di Capodimonte, il 30 settembre 1832.
Il settore principale di indagine fu sicuramente quello astronomico, ma furono importanti anche i suoi contributi giovanili in ambito geodetico, topografico e cartografico. 

### Osservazioni astronomiche a Brera
A Brera si occupò inizialmente delle osservazioni quotidiane del mezzodì, ed è solo nel 1808 che i suoi calcoli e le sue osservazioni ebbero posto nelle Effemeridi di Milano di Francesco Carlini. Erano misure di coordinate eclittiche medie e di angoli di posizione delle stelle visibili a Milano fino alla quarta grandezza, riportati da Brioschi al primo gennaio 1800, con le opportune riduzioni per la precessione e per l'obliquità dell'eclittica, calcolati per quell'epoca da Piazzi.
Per l'Effemeridi di Milano dell'anno successivo, la posizione media delle stelle visibili fu ridotta da Brioschi all'epoca del primo gennaio 1810 e calcolata, questa volta, in termini di declinazione e di ascensione retta.
Nei suoi ultimi tre anni a Brera collaborò strettamente con Carlini per la compilazione delle Effemeridi per gli anni dal 1812 al 1814, che riportano infatti in copertina il nome di Brioschi come coautore dei calcoli astronomici.
Sempre di quegli anni sono tre lavori originali di Brioschi pubblicati nell'Appendice alle Effemeridi per gli anni 1811, 1812 e 1813. Nel primo riportò le determinazioni della latitudine di alcuni punti di Napoli effettuate, durante il suo soggiorno in quella città del febbraio del 1808, tramite misure di altezze corrispondenti e di altezze circummeridiane del Sole. Indagò nel secondo sulla variazione del moto degli orologi a pendolo per effetto delle variazioni di temperatura e riportò, infine nel terzo, le osservazioni, le misurazioni e i calcoli eseguiti in occasione dell'opposizione di Saturno del 14 giugno 1811.
Con la pubblicazione delle Effemeridi per il 1814, Brioschi interruppe la sua collaborazione a Brera e sospese la sua attività propriamente astronomica per dedicarsi interamente alle misurazioni in ambito geodetico e topografico, di cui aveva esperienza per averle già praticate quando era allievo aggiunto a Brera. 

### Principali operazioni geodetiche
Nel 1807, Brioschi partecipò alla campagna geotopo-cartografica per la realizzazione della Pianta di Milano e della nuova carta geografica della Lombardia. Si occupò In particolare del registro generale e delle riduzioni, oltre alle osservazioni angolari dei triangoli col teodolite su quali si sarebbe successivamente appoggiato il lavoro di rilevamento dei topografi con le tavolette.
Nell'ottobre del 1809, e nella primavera dell'anno successivo, accompagnò Oriani a Roma e collaborò con lui in una operazione nello Stato Pontificio. Si trattò di ripetere le misurazioni astronomiche fatte, tra il 1751 ed il 1753, dall'astronomo del Collegio romano Ruggero Boscovich e dall'inglese Christopher Maire, entrambi gesuiti, agli estremi dell'arco di meridiano di circa due gradi tra Rimini e Roma, per verificarne l'accuratezza.
Nel 1813, entrato al Deposito della Guerra, Brioschi fu incaricato di dirigere la triangolazione geodetica primaria nel Ducato di Parma e Piacenza e nel Ducato di Modena e Reggio e di stendere una rete di triangoli da servire da appoggio alla rilevazione topografica delle carte geografiche di quei territori.
Ebbe anche la consegna di prolungare la triangolazione oltre l'Appennino tosco-emiliano, appoggiandosi al lato Parma-Modena già misurato dai francesi, e di collegarla ad altre due reti trigonometriche: quella che il padre scolopio Giovanni Inghirami, astronomo dell'Osservatorio Ximeniano dii Firenze, andava tracciando nel Granducato di Toscana, e quella in costruzione nel Ducato di Lucca ad opera di Giovanni Marieni.
Nell'agosto del 1818 Brioschi aveva raggiunto con i suoi triangoli Firenze, Pisa, Lucca e Livorno e aveva collegato trigonometricamente la pianura del Po con i tre stati preunitari dell'Italia centrale, il Ducato di Lucca, il Granducato di Toscana e lo Stato Pontificio, portando così a termine quella che sarebbe stata la sua ultima operazione geodetica.
Tornato infatti a Milano, il 30 agosto del 1818 incontrò Oriani che gli sottopose l'offerta di Piazzi di proporlo a Ferdinando I per l'incarico di Direttore della nuova Specola di Capodimonte e Brioschi accettò.

### Osservazioni astronomiche a Capodimonte
A Napoli, Brioschi compì la sua prima osservazione astronomica documentata la sera del 17 dicembre del 1819 misurando, al circolo moltiplicatore (o ripetitore) di Reichenbach, una serie di distanze zenitali circummeridiane apparenti di α Cassiopeiae sopra il polo nord celeste, poi ridotte alla distanza meridiana media al primo gennaio 1820.

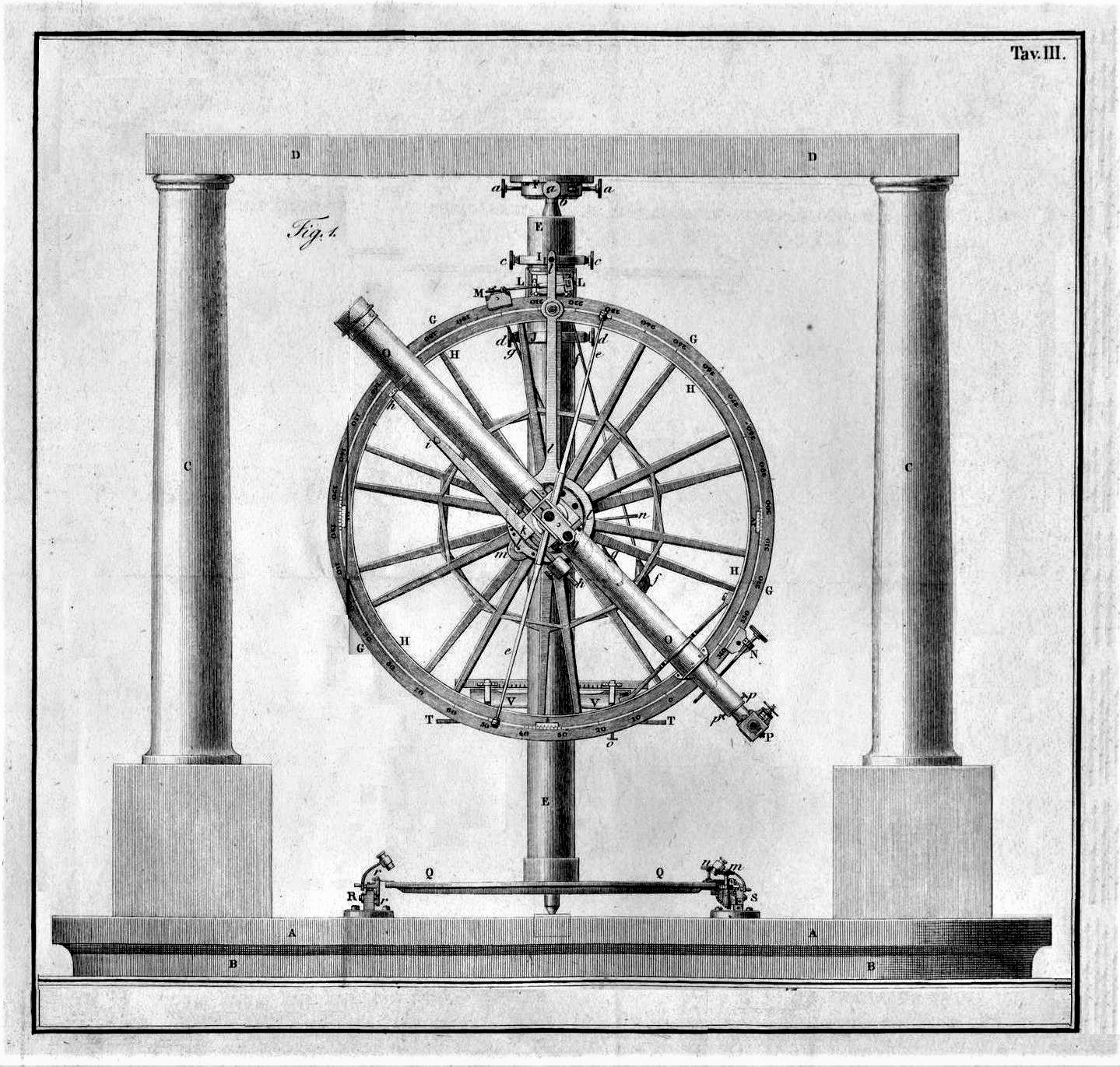
Prospetto geometrico dell'alt-azimut con circolo ripetitore ad asse verticale di Reichenbach allestito da Brioschi nella torretta dell'angolo orientale della facciata della R. Specola di Capodimonte. Disegno di C. Brioschi inciso da T. Lo Mastro (immagine tratta da Brioschi, 1826b).

Le osservazioni ai circoli ripetitori, con il metodo della moltiplicazione degli angoli, continuarono per tutto l'anno seguente per un totale di trecentosettanta serie di osservazioni multiple di trentadue stelle diverse di cui Brioschi misurò le distanze zenitali circummeridiane apparenti poi opportunamente ridotte alle rispettive distanze meridiane medie al primo gennaio 1820, tenendo conto della precessione, del moto proprio della stella, dell'aberrazione, della nutazione lunare e di quella solare.
Inoltre per le riduzioni, e per la prima volta in astrometria, Brioschi introdusse un ulteriore fattore di correzione, oltre quello relativo alla rifrazione atmosferica. Questo nuovo fattore, da lui determinato, teneva conto dell'errore di misura dovuto alla flessione del cannocchiale del circolo ripetitore, per effetto del suo stesso peso.
In quello stesso anno, 1820, Brioschi effettuò anche duecentoquarantacinque serie di osservazioni multiple di azimut e di distanze zenitali circummeridiane apparenti del Sole ridotte, in questo caso, alle distanze meridiane vere, fatte le opportune correzioni per la flessione, la rifrazione, e la parallasse solare.
Le misure strumentali del 1819-1820, ed i risultati delle relative riduzioni, furono poi ordinati schematicamente da Brioschi in tre diversi registri e in due compendi e pubblicati, tra il 1824 ed il 1826, nel primo volume dei Commentarj, che «ricco di utilissime ed importanti osservazioni, e di nuovi risultamenti per l'astronomia, ha già collocato con onore questa nascente Reale Specola di Napoli fra le più cospicue d'Europa per i laboriosi ed importanti suoi lavori già fatti».
Brioschi suddivise quest'opera in due parti. Nella prima diede una minuta descrizione della Specola e delle sue pertinenze, «dell'uso, pregi e difetti» degli strumenti astronomici in dotazione ed espose le sue considerazioni teoriche e sperimentali sulla flessione e sulla rifrazione.
Nella seconda parte, oltre ai registri e ai compendi, Brioschi riportò la determinazione della parallasse annua per le stelle più frequentemente osservate, la declinazione media delle stesse al primo gennaio 1820 e propose una correzione della costante dell'aberrazione. Inoltre, discutendo delle osservazioni del Sole, propose anche una correzione per l'epoca della longitudine nonché un'altra per l'obliquità dell'eclittica.
Infine, utilizzando i dati relativi alle osservazioni posizionali delle stelle, fece la prima determinazione della latitudine del nuovo Osservatorio giungendo a concludere l'inesistenza di variazioni rilevabili del suo valore né nel periodo euleriano di dieci mesi, come sostenuto da Adrien-Marie Legendre, né di carattere progressivo.
La chiusura della seconda parte dei Commentarj fu dedicata da Brioschi al resoconto dell'osservazione dell'eclissi anulare di Sole del 7 settembre 1820 che gli permise, tra l'altro, una nuova misura della longitudine dell'Osservatorio di Capodimonte.
Nelle intenzioni dell'Autore, questo volume avrebbe dovuto essere il primo di una serie di rendiconti periodici delle osservazioni svolte durante l'anno all'Osservatorio ma sarebbe stato invece destinato a rimanere unico. Infatti, poco tempo dopo la pubblicazione, Brioschi si ammalò di quella lunga e grave malattia di cui sarebbe morto nel 1833 e le osservazioni del 1821, che avrebbero dovuto essere l'oggetto del secondo volume, rimasero manoscritte e prive sia dei calcoli di riduzione che della discussione dei risultati. Le osservazioni fatte negli anni successivi, propedeutiche tra l'altro alla compilazione di un nuovo catalogo stellare, e di cui Brioschi fece cenno nei Commentarj, andarono per la maggior parte perdute.
Intanto, nel 1821, Brioschi aveva dato inizio alle osservazioni meteorologiche che, a partire dal 1823, sarebbero state pubblicate annualmente nel Calendario di Napoli, un annuario astronomico che prendeva il posto del precedente Calendario dell'anno... calcolato per la latitudine e longitudine di Napoli e che, seppure con nomi e cadenze diverse, sarebbe stato edito fino al 2004.
Sempre in quegli anni Brioschi allestì all'Osservatorio un Gabinetto per le osservazioni magnetiche attrezzato con un declinometro ed un magnetometro per alcune misurazioni del campo geomagnetico.
Dopo la sua morte, le osservazioni del 1821 «per malinteso affetto della famiglia, furono per molti anni gelosamente custodite» e poterono essere messe a calcolo, discusse e pubblicate solo negli anni 1889 e 1894, per opera di Filippo Angelitti, all'epoca secondo assistente astronomo presso l'Osservatorio di Capodimonte. 
Angelitti volle «rendere onore alla memoria di Carlo Brioschi» e confutò le argomentazioni critiche avanzate da Christian August Friedrich Peters, verificando l'accuratezza dei risultati ottenuti da Brioschi «superiori perfino all'opinione che l'autore stesso ne ebbe» e «manifestò per un sentimento vero di rara modestia»
Angelitti in particolare rideterminò la costante principale della rifrazione, la parallasse annua per le stelle più frequentemente osservate, la costante dell'aberrazione e la latitudine dell'Osservatorio. I valori delle prime tre grandezze si accordavano, entro i limiti degli errori probabili, con quelli ottenuti in epoche successive. Per il calcolo della latitudine Angeletti pose a confronto i valori ottenuti adoperando le tabelle di rifrazione di Brioschi e quelle elaborate da Friedrich Wilhelm Bessel. Utilizzando queste ultime, ottenne un valore che concordava con quelli calcolati in epoche più recenti da Emanuele Fergola nel 1871 e da Arminio Nobile nel 1883, dimostrando così che la causa per la quale il valore della latitudine media, dedotto da Brioschi, era diverso da quelli calcolati successivamente, stava nella diversità della costante della rifrazione da lui impiegata nelle riduzioni.

## Rendiconti delle osservazioni astronomiche e geodetiche

### Periodo milanese (1807-1817)
- Posizione media delle stelle visibili a Milano dalla prima alla quarta grandezza inclusivamente per il primo Gennajo 1800 secondo il catalogo del prof. Piazzi, colle Longitudini, Latitudini ed Angoli di posizione calcolati da Carlo Brioschi, collana Effemeridi astronomiche di Milano per l'anno 1809 calcolate da Francesco Carlini, Milano, Tip. Giuseppe Galeazzi, 1808,  pp. XCVII-CXX.
- Posizione media delle stelle visibili a Milano fino alla quinta grandezza esclusivamente. Ridotte all'epoca del 1810 da Carlo Brioschi, collana Effemeridi astronomiche di Milano per l'anno 1810 calcolate da Francesco Carlini, Milano, Reale Stamperia, 1809,  pp. 87-108.[92]
- Osservazione del Sole per la latitudine di Napoli, in Effemeridi di Milano per l'anno 1811 calcolate da Francesco Carlini, Milano, Reale Stamperia, 1810,  pp. 112-117.
- (In unione con Francesco Carlini), Effemeridi astronomiche di Milano per l'anno bisestile 1812 calcolate da Francesco Carlini e Carlo Brioschi, Milano, Reale Stamperia, 1811,  pp. 1-125.
- Della variazione del moto dei pendoli dipendente da quella della temperatura di Carlo Brioschi, collana Effemeridi astronomiche di Milano per l'anno bisestile 1812 calcolate da Francesco Carlini e Carlo Brioschi, Milano, Tip. Reale Stamperia, 1811,  pp. 114-123.
- (In unione con Francesco Carlini), Effemeridi astronomiche di Milano per l'anno 1813 calcolate da Francesco Carlini e Carlo Brioschi, Milano, Reale Stamperia, 1812,  pp. 1-136.
- Opposizione di Saturno nell'anno 1811 osservata da Carlo Brioschi, collana Effemeridi astronomiche di Milano per l'anno 1813 calcolate da Francesco Carlini e Carlo Brioschi, Milano, Tip. Reale Stamperia, 1812,  pp. 122-124.
- (In unione con Francesco Carlini), Effemeridi astronomiche di Milano per l'anno 1814 calcolate da Francesco Carlini e Carlo Brioschi, Milano, Reale Stamperia, 1813,  pp. 1-136.
- Prospetto dei triangoli fatti dall'Astronomo Carlo Brioschi pel prolungamento della rete trigonometrica della Lombardia allo Stato di Lucca, nell'anno 1817, in Giovanni Inghirami. Lettera VII. in Correspondance astronomique, géographique, hydrographique et statistique du Barone de Zach, III, n. 2, Gênes, Tip. Antonio Ponthenier, 1819,  pp. 150-155.

### Periodo napoletano (1820-1832)
- Éclipse annulaire de soleil, le 7 septembre 1820. Naples au nouvel observatoire de Miradois, latitude 40° 51' 48",2, long. 47'44" en tems à l'est de Paris, par Charles Brioschi, in Correspondance astronomique, géographique, hydrographique et statistique du Barone de Zach, IV, n. 2, Gênes, Tip. Antonio Ponthenier, 1820,  p. 405.
- Observation of the Solar Eclipse which took place on Sept. 7, 1820, at Naples. Communicated in a Letter from M. Piazzi to the Foreign Secretary, in Mem. R. Astr. Soc. London, I, London, Baldwin, Cradock & Joy, 1822,  p. 217.
- Osservazioni meteorologiche in Teodoro Monticelli e Nicola Covelli, Storia de' fenomeni del Vesuvio avvenuti negli anni 1821, 1822 e parte del 1823 con osservazioni e sperimenti di T. Monticelli e N. Covelli, Napoli, Gabinetto Bibliografico e tipografico, 1823,  pp. 193-198.
- Commentarj astronomici della Specola Reale di Napoli di Carlo Brioschi direttore della medesima, professore di Astronomia nell'Università reale, socio dell'Accademia delle Scienze di Napoli, e della Società Astronomica di Londra. Parte I, I, 1824-1826,  pp. I-VIII, 1-153. Parte II, I,, Napoli, Tip. nella Pietà de' Turchini, 1824-1826,  pp. 1-207, tav. 5.
- Sulla cometa apparsa nella Costellazione di Ercole verso il principio del 1824. Nota di Carlo Brioschi, in Atti R. Acc. Sc. Sez. Soc. R. Borbonica, II, parte I. Relazioni accademiche di vario argomento, Napoli, Stamperia Reale, 1825,  pp. 87-90.
- Notizia sulla cometa periodica di 1212 giorni che si è cominciata ad osservare alla Specola Reale di Napoli nella notte del 20 Luglio 1825. Letta da Carlo Brioschi all'Accademia R. della Scienze il 12 Agosto 1825, in Atti R. Acc. Sc. Sez. Soc. R. Borbonica, II, parte I. Relazioni accademiche di vario argomento, Napoli, Stamperia Reale, 1925,  pp. 91-93.
- Occultazioni di alcune delle Plejadi e di Antares, osservate in Luglio del 1823, alla Specola R. Napoli da Carlo Brioschi, in Astronomische Nachrichten, V, n. 114, Altona (Amburgo), 1827,  pp. 286-298.
- Calendario di Napoli per l'anno ... computato alla R. Specola di Napoli, Napoli, Stamperia del Giornale del Regno delle due Sicilie, 1822-2004.
- Notizia sulla cometa scoperta dal signor Pons a Firenze il 7 Novembre 1825. Letta nella tornata del 9 Dicembre 1825 da Carlo Brioschi, in Atti R. Acc. Sc. Sez. Soc. R. Borbonica, V, parte I, Stamperia Reale, 1843,  pp. 109-111.
- Notizia sulla cometa scoverta a Marsiglia dal Ch. signor Gambart il 9 Marzo 1826 e sulla sua rivoluzione periodica. Letta nella tornata del 7 Aprile 1826 da Carlo Brioschi, in Atti R. Acc. Sc. Sez. Soc. R. Borbonica, V, parte I, Stamperia Reale, 1843,  pp. 113-118.

### Quaderni di osservazioni e appunti manoscritti in archivi documentali

#### Periodo milanese (1807-1817)[93]
- Calcolo dei triangoli per la formazione della pianta di Milano, Milano, 1807.
- Osservazioni col Teodolito e col Circolo per la formazione della pianta di Milano, Milano, 1807.
- Annotazioni relative ai cambiamenti di posizione a cui va soggetto lo stromento dei passaggi della Specola di Brera, Milano, 1807.
- Osservazioni Astronomiche fatte alla Specola di Pisa nell'anno 1817 da Carlo Brioschi per determinare un azimut, Milano, 1817.

#### Periodo napoletano (1820-1832)[94]
- Osservazioni fatte alla Specola di Miradois dal 17 dicembre 1819 a 31 gennaio 1820. Osservazioni di Carlo Brioschi, Napoli, 1820.
- Osservazioni corrispondenti della Luna e corrispondenza relativa, Napoli.
- Calcolo dell'eclisse del 7 settembre 1820 da me osservato a Napoli, Napoli, 1820.
- Observationes Lunae, et stellarum habitae in nova R. Specula Neapolitana Telescopio meridiano duorum metrorum ad ejusdem longitudinem definiendam a C. Brioschi.
- Appunti sulla longitudine e sulle osservazioni barometriche e termometriche in corrispondenza a quelle del sig. Herschel, Napoli.
- Tavole della Refrazione secondo la mia teoria ed Osservazioni, Napoli.
- Osservazioni meteorologiche fatte a richiesta del prof. Schown, Napoli.
- Osservazioni meteorologiche fatte a richiesta del prof. Schown, Napoli.
- Su un'eclissi di Luna del settembre 1830, Napoli, 1830.
- Appunti sulle oscillazioni di un pendolo, Napoli.

### Osservazioni inedite, ridotte da F. Angelitti e pubblicate postume[95]
- Filippo Angelitti, Distanze zenitali circummeridiane di alcune stelle principali osservate nell'anno 1821 dall'astronomo Carlo Brioschi allora direttore dell'Osservatorio di Capodimonte. Memoria letta all'Accademia Pontaniana nella tornata del 10 marzo 1889 dal dottor Filippo Angelitti assistente nell'Osservatorio medesimo, in Atti Acc. Pontaniana, XIX, Napoli, Stamp. R. Università, 1889,  pp. 1-128.
- Filippo Angelitti, Distanze zenitali circummeridiane del Sole osservate nell'anno 1821 dall'astronomo Carlo Brioschi allora direttore dell'Osservatorio di Capodimonte. Memoria letta all'Accademia Pontaniana nella tornata del 15 luglio 1894 dal socio residente Filippo Angelitti, in Atti Acc. Pontaniana, XXIV, Napoli, Stamp. R. Università, 1894,  pp. 1-68.